# Rote Späternte
Rote Späternte ist eine zu den Knorpelkirschen gehörende rote Sorte der Süßkirschen. Sie ist die derzeit am spätesten reifende Kirschsorte Deutschlands.

## Herkunft
Die Sorte wurde vor 1950 im niederbayerischen Schönau als Zufallssämling in einem Bauerngarten aufgefunden.

## Frucht
Die rote Frucht ist sehr klein und besitzt Wildkirschenaroma. Sie reift in der 10. bis 12. Kirschwoche folgernd. Durch die späte Reife bleibt die Sorte madenfrei.

## Baum
Der Baum ist sehr robust und gesund. Er ist frosthart und daher auch für Höhenlagen geeignet.